# Iuriàtino
Iuriàtino (en rus: Юрятино) és un poble de l'óblast de Vladímir, a Rússia, segons el cens del 2010 tenia 5 habitants. Pertany al districte municipal de Gorokhovets.